# イーサン・サラス
イーサン・サラス（Ethan Salas, 2006年6月1日 - ）は、ベネズエラのプロ野球選手（捕手）。アメリカ合衆国フロリダ州キシミー出身。右投左打。MLBのサンディエゴ・パドレス傘下所属。兄のホセ・サラスもプロ野球選手。

## 経歴
2022年オフにベネズエラで開催されたウィンターリーグに参加した。
その後、2023年1月15日にアマチュア・フリーエージェントでサンディエゴ・パドレスと契約してプロ入り。契約金は560万ドル。